# Вагон метро типу Ечс
Вагон метро типу Ечс («Е чехословацький») — модифікація типу «Еж3» для Празького метрополітену. Експлуатувалися в Празі з 1974 по 1997 рік.

## Подробиці
У грудні 1971 року в Празі був підписаний контракт на поставку Радянським Союзом вагонів для метрополітену, що будується в столиці Чехословаччини.
Перші 7 дослідних метровагонів типу Ечс (бортові номери 5601-5607) були випущені на Митищинському машинобудівному заводі наприкінці 1972 року. Вагони були укомплектовані системою АРС (автоматичне регулювання швидкості) та імпульсним регулюванням збудження тягових електродвигунів.
5 жовтня 1973 на Митищинському машинобудівному заводі відбувся мітинг радянсько-чехословацької дружби і співробітництва, присвячений початку поставки вагонів для Празького метрополітену (були виготовлені перші серійні вагони метро типу Ечс). Замовлення — 50 вагонів — було зроблено вчасно.
Вагони виконані за результатами нових розробок з урахуванням особливостей празької траси. На вагонах були встановлені тягові двигуни потужністю 72 кВт замість 68 кВт, як на вагонах типу «Е». Принциповим змінам піддалася електросхема вагона — в режимі гальмування введено тиристорне регулювання збудження двигуна. Це дозволило здійснювати електродинамічне гальмування при максимальній швидкості (на вагонах попередніх типів при швидкості більше 70 км/год застосовувалися пневмогальма). Вагони були обладнані пристроєм системи автоматичного регулювання швидкості.
На Празькому метрополітені вагони добре проявили себе в експлуатації, за що в березні 1976 уряд ЧРСР вручив Митищинському заводу орден Праці.
На лінії празького метрополітену в 1974–1977 роках вийшло 85 електровагонів даного типу.
Саме завдяки плідній співпраці з чехословацькими фахівцями вперше в практиці радянського метровагонобудування у вагонах для Празького метро було впроваджено автоведення поїздів. Система називалася СААМ.
Всі вагони типу «ЕЧС» в Празі зняті з експлуатації в 1997 році. Збережено 5 вагонів цього типу, з яких № 1009 переданий музею міськтранспорту в Стршешовиці (міська частина Праги), № 1031 у 1992 році проданий фірмі Skoda Plzen, яка переобладнала його в дослідний електровоз для фірми Siemens, а інші три формують спеціальний музейний состав празького метрополітену (№ 1083-1085).

## Ресурси Інтернету
- ЭКСПОРТНЫЕ МОДИФИКАЦИИ МЕТРОВАГОНОВ, ВЫПУЩЕННЫЕ В СССР И РОССИИ [Архівовано 7 травня 2015 у Wayback Machine.]
- Historická souprava Ečs [Архівовано 5 березня 2016 у Wayback Machine.] na metroweb.cz — podrobné informace, historie a fotogalerie
- Fotografie a videa vozu [Архівовано 5 березня 2016 у Wayback Machine.] (ke stažení ve formátu AVI)